# Kandela (manzana)
Kandela es el nombre de una variedad cultivar de manzano (Malus domestica). Esta manzana está cultivada en diversos viveros entre ellos algunos dedicados a conservación de árboles frutales en peligro de desaparición. La manzana 'Kandela' es originaria de Guipúzcoa, y actualmente se cultiva debido a su sabor ácido para la cocina, y muy apreciada en la elaboración de sidra.

## Sinónimos
- "Manzana Kandela",[6][7][8]
- "Kandela Sagarra".[6]

## Historia
'Kandela' es una variedad de manzana cultivada en el País Vasco, está considerada incluida en las variedades locales autóctonas muy antiguas, cuyo cultivo se centraba en comarcas muy definidas. Se caracterizaban por su buena adaptación a sus ecosistemas y podrían tener interés genético en virtud de su adaptación. Estas se podían clasificar en dos subgrupos: de mesa y de sidra (aunque algunas tenían aptitud mixta). Es muy apreciada en la cocina y muy importante en la elaboración de sidra en el país vasco por su sabor ácido.
'Kandela' es una variedad mixta, clasificada como muy buena en la elaboración de sidra, también se utiliza en la mesa por su sabor y aspecto atractivo; difundido su cultivo en el pasado por los viveros comerciales y cuyo cultivo en la actualidad se ha reducido a huertos familiares, y apreciada en elaboraciones culinarias. Variedad presente en Guipúzcoa.

## Características
El manzano de la variedad 'Kandela' tiene un vigor alto, es árbol de mediana producción; florece a finales de abril; tubo del cáliz en forma de embudo corto, y con los estambres situados en su mitad.
La variedad de manzana 'Kandela' tiene un fruto de tamaño medio; forma redondeada ; piel gruesa, blanda, sin brillo, se magulla con facilidad; con color de fondo amarillo, siendo el color del sobre color lavado de rojo en estrias en la cara expuesta al sol, importancia del sobre color débil, distribución del color en rayas / chapa, presenta lenticelas y numerosas manchas parduzcas de ruginoso-"russeting" de diferentes tamaños, sensibilidad al ruginoso-"russeting" (pardeamiento áspero superficial que presentan algunas variedades) débil a medio; pedúnculo de tamaño corto, grosor de calibre grueso, no sobresale de la cavidad peduncular, anchura de la cavidad peduncular estrecha, profundidad de la cavidad pedúncular es pequeña con los bordes con una  importancia del ruginoso-"russeting" en cavidad peduncular media sobresaliendo al hombro; calicina pequeño y semicerrado, profundidad de la cav. calicina pequeña, pared con un ligero ruginoso-"russeting" débil; sépalos triangulares en la base apretados. 
Carne de color blanco. Textura algo esponjosa, de mucho zumo; el sabor característico de la variedad, ácido; corazón de tamaño medio, desplazado. Eje abierto. Cavidades casi imperceptibles. Semillas aristadas, puntiagudas, de tamaño medio, color marrón claro uniforme.
La manzana 'Kandela' tiene una época de recolección a mediados de otoño, madura a finales de otoño, de larga duración. Tiene uso mixto pues se usa como manzana de uso en cocina, y también como manzana para la elaboración de sidra, como manzana sidrera es una variedad ácida muy apreciada.